# Bonnie Banane
Bonnie Banane (* 1987, bürgerlich Anaïs Thomas) ist eine französische in Paris lebende Sängerin, die sich im Bereich Alternative Pop bewegt. Seit Veröffentlichung ihres ersten Stücks Muscles 2012 hat sie mit Produzenten und Künstlern wie Walter Mecca, Myth Syzer, Gautier Vizioz, Flavien Berger und Varnish La Piscine zusammengearbeitet. Sie ist für ihre exzentrischen Musikvideos, Kollaborationen und Auftritte auf der Plattform Colors bekannt.

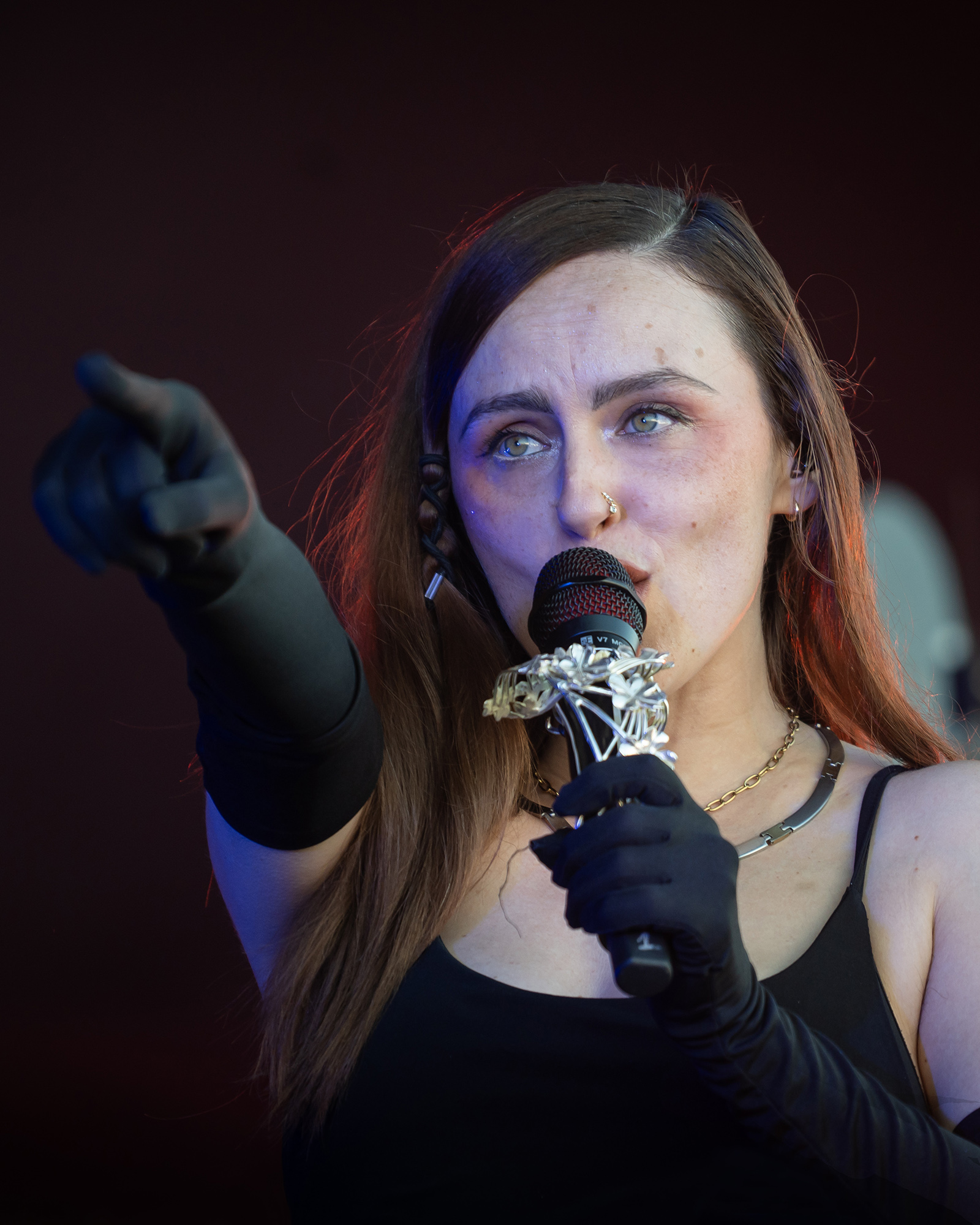
Bonnie Banane 2024

## Stil und Einflüsse
Banane verschmilzt R&B und Soul mit Prisen von Hip-Hop und Elektro, oder auch Jazz. Ihre Musik könnte als experimenteller Pop oder Alternative R&B beschrieben werden. Sie singt zumeist auf Französisch.

## Diskografie
Quelle:

### Alben
| Titel       | Studioalbumdetails                                                                       |
| Sexy Planet | - Veröffentlicht: 23. November 2020 - Label: Péché Mignon - Formate: Platte, CD, digital |
| ----------- | ---------------------------------------------------------------------------------------- |

### EPs
- Greatest Hits (2013)
- Rapt (2013)
- Soeur Nature (2015)

### Singles

#### Als Solokünstlerin
- Statue (2016)
- Mouvements (2017)
- Feu au lac (2018)
- La Clef ft. Myth Slazer
- La Lune & Le Soleil (2020)
- Flash (2020)
- Limites (2020)
- Mauvaise Foi (2020)

#### Kollaborationen
- Pollen The Hop ft. Bonnie Banane & Edge
- Le Code Myth Syzer ft. Bonnie Banane, Ichon & Monk